# بندیکت اندروز
بندیکت اندروز (انگلیسی: Benedict Andrews؛ زادهٔ ۱۹۷۲) کارگردان نمایش، و کارگردان فیلم اهل استرالیا است. وی از سال ۱۹۹۵ میلادی تاکنون مشغول فعالیت بوده‌است.